# Ceux qui travaillent
Pour plus de détails, voir Fiche technique et Distribution.
Ceux qui travaillent est un film belgo-suisse réalisé par Antoine Russbach et sorti en 2018,.

## Synopsis
Frank, un homme d'origine modeste, est cadre dans une entreprise de fret maritime. Ayant gravi l'échelle sociale à force de travail, il est contraint à la démission de son poste à la suite d'une mauvaise décision prise dans l'urgence.
En perdant progressivement ses repères, il se rend compte qu'il a sacrifié sa famille à un travail qui ne lui rend pas ses efforts. Sa position fragilisée lui fait entrevoir le caractère inhumain des contingences de son ancien emploi. La machine si bien huilée du parfait travailleur n'est pas si facile à stopper. 

## Fiche technique
Sauf indication contraire, les informations mentionnées dans cette section peuvent être confirmées par la base de données cinématographiques IMDb,  présente dans la section « Liens externes ».
- Titre : Ceux qui travaillent
- Réalisation : Antoine Russbach
- Scénario : Antoine Russbach et Emmanuel Marre
- Photographie : Denis Jutzeler
- Sociétés de production : Box Productions, Novak Production, RTBF (co-production), Radio Télévision Suisse (co-production) et Teleclub AG (co-production)
- Pays d'origine :  Belgique[1],[2] -  Suisse[1],[2]
- Sociétés de distribution : Condor Distribution (France), Outside the Box (Suisse)
- Genre : drame
- Date de sortie : 2018

## Distribution
- Olivier Gourmet : Frank
- Adèle Bochatay : Mathilde
- Delphine Bibet : Nadine
- Pauline Schneider : Hilde
- Sabine Timoteo : Valentine
- Michel Voïta : Jérémy

## Sélections et récompenses
- Présenté la première fois en compétition pour le Léopard d'or au Festival international du film de Locarno 2018
- En sélection au Ramdam Festival 2019
- Prix du public au Festival Premiers Plans d'Angers 2019
- Prix du cinéma suisse : Meilleur film de fiction, meilleur scénario et Meilleure interprétation dans un second rôle pour Pauline Schneider

## Tournage
Le film a été tourné à Genève et ses environs, ainsi qu'au port d'Anvers

## Accueil

### Box-office
Cumulé en semaines d'exploitation:
| Pays ou région | Box-office      | Date d'arrêt du box-office | Nombre de semaines |
| -------------- | --------------- | -------------------------- | ------------------ |
| France         | 177 677 entrées | 4 décembre 2019            | 10                 |

### Critiques
Le film est globalement apprécié par la critique presse, il reçoit une moyenne de 3,8/5 sur AlloCiné.
Selon Libération, « Antoine Russbach réussit un solide drame social, porté par un Olivier Gourmet magistral en employé dévoué, victime de son zèle. ». Pour Le Figaro, « Antoine Russbach dresse un constat glaçant du monde du travail. ».
Selon André Duchesne de La Presse « Ceux qui travaillent est un film sur le capitalisme sauvage dans ce qu’il a de plus cru. Certes, on n’y verra pas de scènes de violence. Le côté cru de la chose passe ici par la psychologie des personnages. Dans leur froideur. Dans leur calcul ».